# Superstrech and Microwoman
Superstrech and Microwoman est une série télévisée d'animation américaine en onze épisodes de 18 minutes produite par Filmation et diffusée du 9 septembre au 18 novembre 1978 sur le réseau CBS. Elle a été diffusée dans le cadre de l'émission Tarzan and the Super 7 d'une durée de 90 minutes comptant sept séries au total.
Cette série est inédite dans tous les pays francophones.

## Synopsis
Chris et Christy Cross forment un couple de banlieue tout ce qu'il y a d'ordinaire en apparence, car dans le privé, ils sont aussi des super héros. Chris est capable de modifier son apparence à volonté et Christy changer de taille à volonté. Ils sont accompagnés dans leurs aventures par leur petit chien, Trouble.

## Distribution

### Voix originales
- Ty Henderson : Chris Cross / Superstrech
- Kim Hamilton : Christy Cross / Microwoman
- Howard Morris : Lieutenant Buzz Tucker

## Épisodes
1. Bad Things Come in Small Packages
2. The Ringmaster
3. The Toymaker
4. Future Tense
5. Phantom of the Sewers
6. Shadow on the Swamp
7. The Great Candy Bar Caper
8. The Superstretch Bowl
9. Superstarch and Magnawoman
10. Sugar Spice
11. Gnome Man's Land